# Cryptadelphia fusiformis
Cryptadelphia fusiformis är en svampart som beskrevs av Markovsk. & Treigiene 2007. Cryptadelphia fusiformis ingår i släktet Cryptadelphia och familjen Trichosphaeriaceae.   Inga underarter finns listade i Catalogue of Life.